# Welsh Marches
Welsh Marches (walisisk: Y Mers) er et upræcist defineret område langs grænsen mellem England og Wales i Storbritannien. Den præcise mening af termen har varieret i forskellige periode.
Det engelske term Welsh March (på latin Marchia Walliae) blev oprindeligt brugt i middelalderen til at beskrive markgrevskaberne mellem England og Fyrstedømmet Wales, hvor Marcher lords havde specifikke rettigheder, og til en hvis grad var uafhængige fra kongen af England.
I moderne brug bliver "the Marches" ofte brugt til at beskrive de engelske counties, der ligger langs grænsen til Wales, særligt Shropshire og Herefordshire, og nogle gange de tilstødende områder i Wales. På et tidspunkt har The Marches inkluderet alle de historiske counties Cheshire, Shropshire, Herefordshire, Worcestershire og Gloucestershire.